# 오르두주

오르두주의 위치

오르두주(튀르키예어: Ordu ili)는 튀르키예 북부와 흑해 연안에 위치한 주로, 흑해 지역에 속한다. 주도는 오르두이며 면적은 6,001km2, 인구는 890,781명(2006년 기준), 자동차 번호는 52번, 시외전화 지역번호는 0452번이다. 북서쪽으로는 삼순주, 남서쪽으로는 토카트주, 남쪽으로는 시바스주, 동쪽으로는 기레순주와 접하며 19개 군을 관할한다.